# Zuma tioga
Zuma tioga is een hooiwagen uit de familie Paranonychidae.